# Балатово
Бала́тово — микрорайон и исторический район на территории Индустриального района города Перми. Название получил от находившихся здесь ранее деревни Балатово и посёлка Старое Балатово.
Возле микрорайона находится самый большой в городе Черняевский лесопарк, называемый также Балатовским, в котором расположен Центральный парк культуры и отдыха «Балатово».

## История
Деревня Балатово упоминается при переписи Елизарова 1647 года. Располагалась к югу от Казанского тракта.
- 1904 (29 дворов, 60 мужчин, 81 женщина, 141 всего) русские
- 1908 (30 дворов, 72 мужчины, 76 женщин, 148 всего) русские
- 1926 (45 дворов, 116 мужчин, 114 женщин, всего 230) русские

Исторически главным двигателем развития будущего Индустриального района, территориальным центром которого явилось Балатово, стал Пермский нефтеперерабатывающий завод, открытый 5 ноября 1958 года.

## Улицы
- улица Мира
- проспект Декабристов
- улица Советской Армии

## Транспорт
Через микрорайон проходят десятки автобусных маршрутов, как городских (по ул. Мира и прилегающим улицам), так и пригородных (по ул. Мира).
На территории Балатово расположено одноимённое трамвайное депо (ул. 9 Мая, 30)